# 1932 County Championship
Navigation
Édition précédente Édition suivante
Le 1932 County Championship fut le trente-neuvième County Championship. Le Yorkshire a remporté son seizième titre de champion et le deuxième de façon consécutive,.

## Classement
| Equipe           | Pld | W  | L  | DWF | DLF | NR | Pts |
| ---------------- | --- | -- | -- | --- | --- | -- | --- |
| Yorkshire        | 28  | 19 | 2  | 3   | 1   | 3  | 315 |
| Sussex           | 28  | 14 | 1  | 4   | 4   | 5  | 262 |
| Kent             | 28  | 14 | 3  | 1   | 7   | 3  | 248 |
| Nottinghamshire  | 28  | 13 | 4  | 6   | 4   | 1  | 241 |
| Surrey           | 28  | 9  | 2  | 10  | 3   | 4  | 210 |
| Lancashire       | 28  | 8  | 6  | 7   | 4   | 3  | 179 |
| Somerset         | 28  | 8  | 7  | 3   | 7   | 3  | 168 |
| Hampshire        | 28  | 8  | 10 | 3   | 6   | 1  | 157 |
| Warwickshire     | 28  | 5  | 5  | 8   | 8   | 2  | 147 |
| Derbyshire       | 28  | 6  | 8  | 5   | 6   | 3  | 145 |
| Middlesex        | 28  | 6  | 9  | 8   | 5   | 0  | 145 |
| Leicestershire   | 28  | 6  | 11 | 7   | 3   | 1  | 138 |
| Gloucestershire  | 28  | 6  | 12 | 6   | 1   | 3  | 135 |
| Essex            | 28  | 4  | 14 | 2   | 6   | 2  | 96  |
| Glamorgan        | 28  | 3  | 12 | 2   | 9   | 2  | 90  |
| Northamptonshire | 28  | 3  | 15 | 3   | 5   | 2  | 83  |
| Worcestershire   | 28  | 1  | 12 | 6   | 5   | 4  | 76  |